# Stephan Westmann
Stephan Kurt Westmann (* 23. Juli 1893 in Berlin; † 7. Oktober 1964) war ein deutscher Soldat im Ersten Weltkrieg und Mediziner.

## Leben

### Frühe Jahre
Westmann wurde im Juli 1893 als Sohn des Hutfabrikanten Louis Westmann in Berlin geboren. 1913 begann er ein Medizinstudium an der Universität Freiburg und wurde Anfang 1914 zur Kaiserlichen Armee einberufen. Zunächst waren die Medizinstudenten jedoch Zeitsoldaten, die ihr Fachstudium und ihre Ausbildung bei einem ortsansässigen Regiment fortsetzten.

### Erster Weltkrieg
Mit der Kriegserklärung im August 1914 fand sich Westmann schnell im Freiburger 5. Badischen Infanterie-Regiment Nr. 113, das zum XIV. Korps gehörte, wieder und nahm an den Kämpfen in Elsass-Lothringen teil, das damals zum Deutschen Kaiserreich gehörte und von französischen Truppen besetzt war. Er war ein Jahr lang bei dem Regiment und wurde Unteroffizier, der an der Westfront diente.
Kurz vor dem Ersten Weihnachtstag 1914 nahm Westmann an einem Infanterieangriff auf eine britische Maschinengewehrstellung teil. Ein Großteil seiner Kameraden wurde getötet, die Überlebenden lagen bewegungsunfähig am Boden und wurden von Granaten getroffen, wobei Körperteile durch die Luft flogen. Westmann war erstaunt, als die Briten daraufhin das Feuer einstellten und Bahrenträger schickten, um die deutschen Verwundeten zu bergen. Für seine Tapferkeit im Kampf bei Baccarat wurde er später mit dem Eisernen Kreuz zweiter Klasse ausgezeichnet. Danach wurde er für ein paar Monate an die Ostfront versetzt.
Nach seiner Rückkehr an die Westfront wurde Westmann zum Sanitätsoffizier befördert, obwohl er keine ärztliche Ausbildung hatte, und ihm wurde das Kommando über einen Sanitätszug übertragen. Er arbeitete als Chirurg, operierte Verwundete vieler Nationalitäten und behandelte sowohl deutsche als auch alliierte Soldaten, die unter Giftgasangriffen litten. Er wurde als Sanitätsoffizier zu Manfred von Richthofens Jagdstaffel 11 der Luftwaffe entsandt und behandelte dort die Opfer von Luftkämpfen. 1917 wurde er Zeuge des britischen Angriffs mit Panzern in der Schlacht von Cambrai.

### Späteres Leben
Kurz nach dem Waffenstillstand vom 11. November 1918 wurde Westmann entlassen. Fast sofort meldete er sich freiwillig zum 8. Husarenregiment, das bei inneren Unruhen eingesetzt werden sollte, und diente bis 1920 in der Reichswehr, unter anderem in der Reichswehrbrigade 15.
Nach seiner Entlassung kehrte Westmann nach Hause zurück und ließ sich in Berlin zum Arzt ausbilden. Dort heiratete er Marianna Goldschmidt, eine der ersten Ärztinnen in Deutschland. Er wurde Professor für Geburtshilfe und Gynäkologie an der Universität Berlin. Er emigrierte als Verfolgter des nationalsozialistischen Regimes 1934 mit seiner Frau und seinen Kindern nach Großbritannien, wo er in Westminster eine Arztpraxis in der Harley Street eröffnete.
Im November 1939, kurz nach Beginn des Zweiten Weltkriegs, wurde Westmann formell als Flüchtling registriert und von der Internierung befreit. Während des Krieges wurde er mit der Leitung eines Notkrankenhauses in Lanarkshire betraut und wurde Ehrenoberst im Royal Army Medical Corps.
Westmann wurde für die USC Shoah Foundation als Überlebender des Holocaust interviewt. Er starb am 7. Oktober 1964.

### Fernsehinterviews und Autor
1939 veröffentlichte Westmann das Buch Sport, Physical Training and Womanhood, in dem er die Auswirkungen des Sports auf Frauen betrachtete und empfahl, dass „zu große Hingabe an Sportarten, die für Männer bestimmt sind, nicht vorteilhaft für die Gebärende der Rasse ist“. Das Werk wurde gut aufgenommen.
1963 wurde Westmann vom BBC-Fernsehen über seine Erlebnisse im Ersten Weltkrieg für das Projekt The Great War (z. Dt. „Der Große Krieg“) interviewt, das 1964 erstmals ausgestrahlt wurde. Er sprach ausgezeichnetes Englisch, wenn auch „mit einem deutschen Akzent, den man mit einem Messer schneiden konnte“.
Er schrieb seine Memoiren über den Ersten Weltkrieg, die von seinem Enkel Michael Westman, Lehrer der Rossall School und späteren Leiter der British International School in Shanghai, herausgegeben wurden.

## Veröffentlichungen
- Stephan Kurt Westmann: Sport, Physical Training and Womanhood. Lippincott Williams & Wilkins, Baltimore 1939 (englisch).
- Stephan Kurt Westmann, Michael Westmann: Surgeon With the Kaiser’s Army. Pen & Sword Military, London 2014, ISBN 978-1-4738-2170-5 (englisch).